# Psychrophrynella bagrecito
Psychrophrynella bagrecito is een kikker uit de familie Strabomantidae. De soort komt voor in de regio Cuzco, Peru. Psychrophrynella bagrecito wordt bedreigd door het verlies van habitat.